# Vlčianske mŕtve rameno
Vlčianske mŕtve rameno je přírodní památka v katastrálním území obce Vlčany v okrese Šaľa v Nitranském kraji na Slovensku. Území bylo vyhlášeno v roce 1983 a jeho rozloha je 8,24 hektaru. Předmětem ochrany je mrtvé rameno Váhu s dobře zachovanými břehovými porosty a vodomilnými společenstvy.